# СВ-шоу
СВ-шоу — телевізійна розважальна передача, вперше йшла на каналі «1+1» (Україна), а також на каналах «РТР», «ТВ-6», «СТС» та «Муз-ТВ» (Росія). Виходила в ефір з 4 листопада 1997 по 4 травня 2002 року.
Ведучий — Андрій Данилко в образі Вєрки Сердючки, співведуча Геля (Радмила Щоголева) (майже не розмовляє).
Сенс передачі — розмова запрошеної «зірки» з ведучим на сцені, стилізованій під спальний вагон. На початку гостями були виключно зірки українського телебачення та шоу-бізнесу. Потім програму було перейменовано на «СВ-шоу 2000», почали запрошувати як українських, так і російських знаменитостей.
Першим гостем у першому випуску СВ-шоу був Микола Вересень. Серед запрошених були Тетяна Овсієнко, Олексій Глизін, Людмила Гурченко, Олег Скрипка, Любов Поліщук Михайло Пуговкін, Борис Мойсеєв, Ілля Резнік, Валерій Меладзе, Ірина Білик, Тамара Гвердцітелі, Філіп Кіркоров.